# Ateliers de Châtillon
Les ateliers de Châtillon sont un ensemble d'ateliers ferroviaires destinés à l'entretien des matériels roulants de la Société nationale des chemins de fer français (SNCF) et de la Régie autonome des transports parisiens (RATP). Ils sont aujourd'hui appelés Technicentre Atlantique pour les ateliers de la SNCF.

## Situation
L'entrée ouest des ateliers est située au 166, avenue de la République à Châtillon. Un autre accès pour véhicules se trouve, côté nord, au 103, avenue Marx-Dormoy à Bagneux.

## Historique

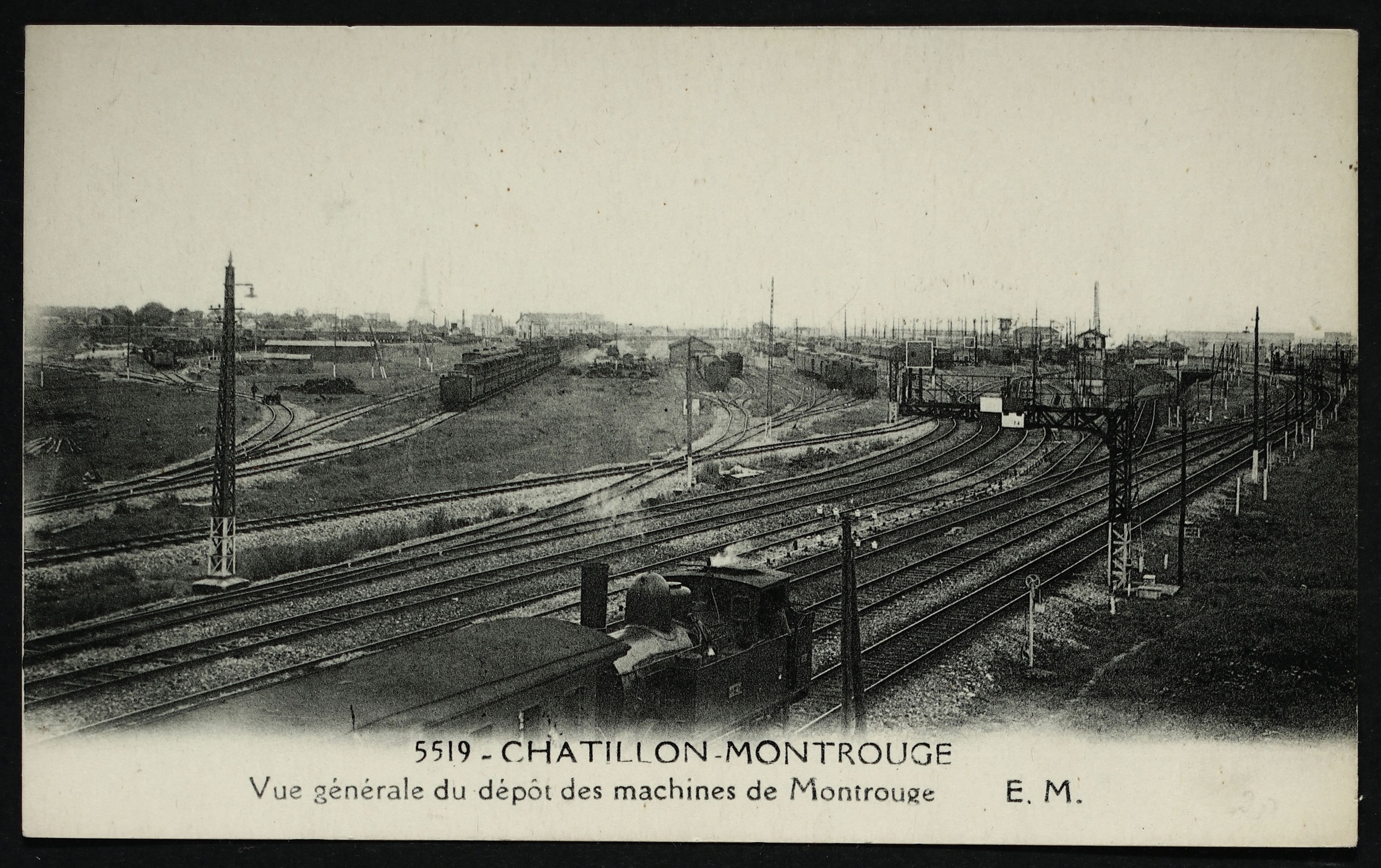
Vue générale du dépôt des machines de Montrouge.

Avant la création du dépôt en tant que tel, il est décidé en octobre 1908 d'installer la nouvelle gare de marchandises de Châtillon-Montrouge au lieu-dit La Pierre-Plate, nom qui pourrait provenir des grandes dalles de calcaire extraites des carrières souterraines situées à cet endroit. Cette gare s'appelle d'abord Entretien-de-Montrouge-Châtillon, puis Châtillon-Montrouge.
Le dépôt de Châtillon-Montrouge est créé en 1926 par l'administration des chemins de fer de l'État sur le tracé de la ligne de Paris à Chartres par Gallardon en construction à l'entrée d'un tunnel en projet sous Fontenay-aux-Roses et Sceaux. Les travaux de cette voie ferrée sont abandonnés à la fin des années 1930 et le tunnel n'est construit qu'en 1991-1992 pour les voies de la LGV Atlantique. Le dépôt établi sur des terrains peu urbanisés à cette date remplace celui du dépôt de Paris-Vaugirard à l'entrée de la gare Montparnasse, malcommode et sans possibilité d'extension, dans des quartiers densément occupés.
Le dépôt de locomotives à vapeur est devenu un établissement SNCF assurant la remise et la maintenance des matériels électriques (locomotives et automotrices) après l'électrification de la ligne Paris – Versailles – Le Mans en 1937.
Il est renommé Établissement industriel de maintenance du TGV de Châtillon (EIM TGV de Châtillon) puis technicentre Atlantique, créé à la fin des années 1980, pour entretenir les rames TGV Atlantique (ayant chacune dix remorques), mises en service sur les branches Bretagne puis Aquitaine.

## Technicentre Atlantique

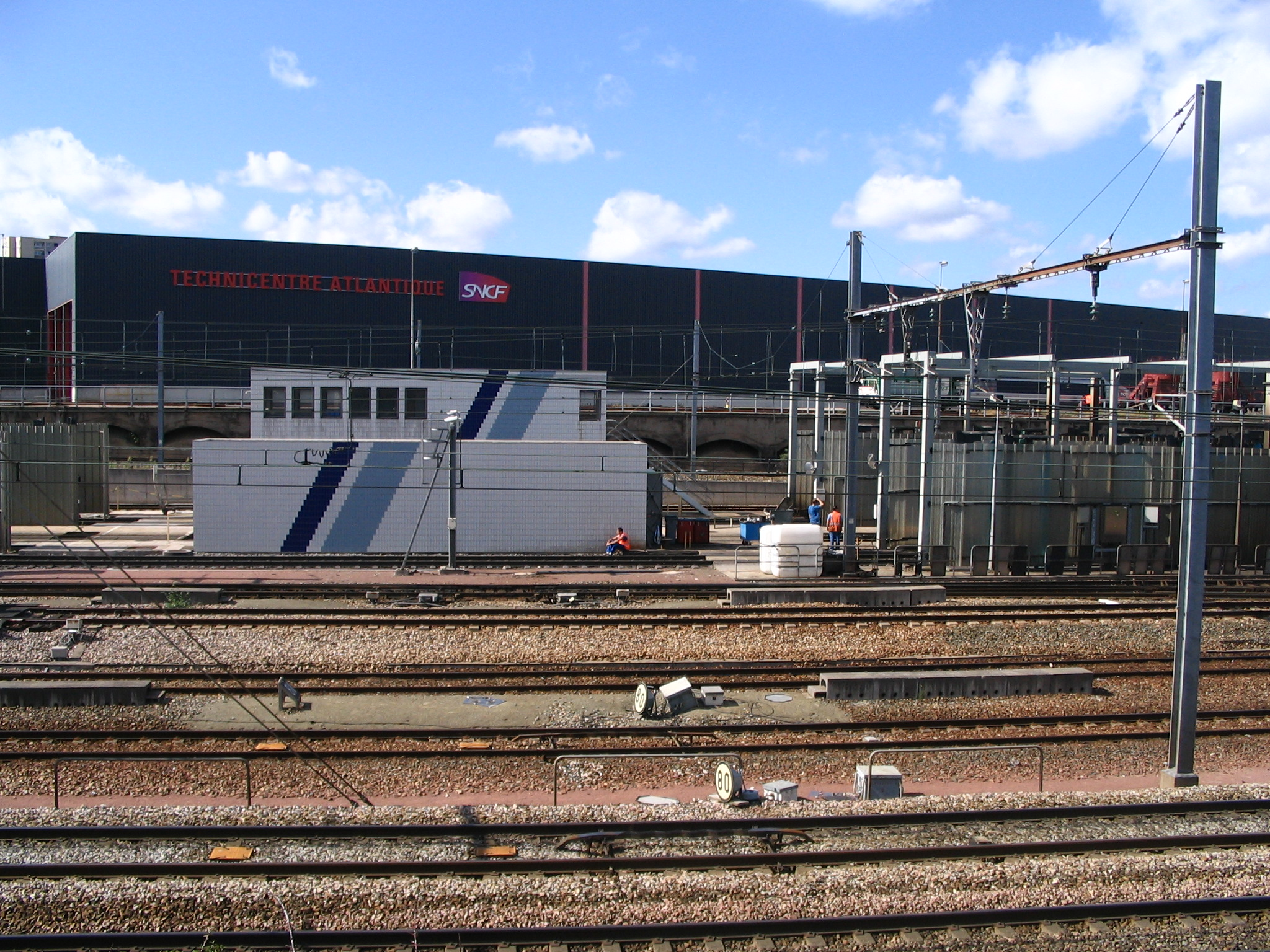
LGV Atlantique, ateliers de Châtillon.

Le technicentre assure la maintenance des trains de la LGV Atlantique, (dont les rames TGV Atlantique).
Il se décompose en deux sites :
- Châtillon bas, avec l’atelier 8 voies ;
- Châtillon haut, avec les ateliers 3 et 5 voies.

## Métro
À l'est des voies de la LGV Atlantique, un atelier de maintenance du métro de Paris est implanté dans le prolongement de la ligne 13 au sud du terminus Châtillon - Montrouge, sur le territoire des communes de Bagneux et de Châtillon. Son entrée se trouve avenue Jean-Jaurès à Bagneux.
L'arrivée des rames MF 19 en 2027 entraîne la construction et l'amélioration d'élements d'infrastructure comprenant:
- un nouveau faisceau de voie en connexion avec celui existant, menant aux trois positions de maintenance d'un nouveau hall ;

et, dans le prolongement de ce hall, un bâtiment accueillant des locaux administratifs, techniques et sociaux.